# 龐德峰
77°19′S 162°24′E / 77.317°S 162.400°E
龐德峰（英語：Pond Peak），是南極洲的山峰，位於維多利亞地的斯科特海岸，屬於聖約翰斯山脈的一部分，海拔高度1,430米，由美國南極名稱諮詢委員命名，現時由南極條約體系管理。